# Бела-Дулице
Бела-Дулице (слч. Belá-Dulice) насељено је мјесто са административним статусом сеоске општине (слч. obec) у округу Мартин, у Жилинском крају, Словачка Република.

## Историја
Село је настало 1971. године спајањем два насеља Бела и Дулице.

## Становништво
| Година:    | 1994. | 2004.   | 2014.   | 2024.   |
| ---------- | ----- | ------- | ------- | ------- |
| Број људи: | 1223  | 1228    | 1264    | 1232    |
| Разлика:   |       | +0,40 % | +2,93 % | -2,53 % |

| Година:    | 2023. | 2024.   |
| ---------- | ----- | ------- |
| Број људи: | 1245  | 1232    |
| Разлика:   |       | -1,04 % |

Према подацима о броју становника из 2011. године насеље је имало 1.261 становника.